# Olympische Sommerspiele 2012/Teilnehmer (Uganda)
| Gelbes Symbol für Goldmedaillen mit stilisierten Olympischen Ringen | Graues Symbol für Silbermedaillen mit stilisierten Olympischen Ringen | Braundes Symbol für Bronzemedaillen mit stilisierten Olympischen Ringen |
| ------------------------------------------------------------------- | --------------------------------------------------------------------- | ----------------------------------------------------------------------- |
| 1                                                                   | —                                                                     | —                                                                       |

Das Team aus Uganda nahm mit insgesamt 15 Athleten in vier Sportarten in London an den Olympischen Spielen 2012 teil. Es war die insgesamt 14. Teilnahme Ugandas an Olympischen Sommerspielen.
Fahnenträger bei der Eröffnungsfeier war der Schwimmer Ganzi Mugula.

## Medaillen

### Gold
| Name              | Sportart       | Wettkampf       |
| ----------------- | -------------- | --------------- |
| Stephen Kiprotich | Leichtathletik | Marathon Männer |

## Teilnehmer nach Sportart

### Badminton
| Athleten      | Wettbewerb | Gruppenphase | Gruppenphase | Achtelfinale  | Achtelfinale  | Viertelfinale | Viertelfinale | Halbfinale    | Halbfinale    | Finale        | Finale        | Rang |
| Athleten      | Wettbewerb | Punkte       | Rang         | Gegner        | Ergebnis      | Gegner        | Ergebnis      | Gegner        | Ergebnis      | Gegner        | Ergebnis      | Rang |
| ------------- | ---------- | ------------ | ------------ | ------------- | ------------- | ------------- | ------------- | ------------- | ------------- | ------------- | ------------- | ---- |
| Männer        |            |              |              |               |               |               |               |               |               |               |               |      |
| Edwin Ekiring | Einzel     | 0            | 3            | ausgeschieden | ausgeschieden | ausgeschieden | ausgeschieden | ausgeschieden | ausgeschieden | ausgeschieden | ausgeschieden | 33   |

### Gewichtheben
| Athleten          | Wettbewerb       | Reißen  | Reißen | Stoßen  | Stoßen | Zweikampf | Zweikampf | Rang |
| Athleten          | Wettbewerb       | Gewicht | Rang   | Gewicht | Rang   | Gewicht   | Rang      | Rang |
| ----------------- | ---------------- | ------- | ------ | ------- | ------ | --------- | --------- | ---- |
| Männer            |                  |         |        |         |        |           |           |      |
| Charles Ssekyaaya | Klasse bis 62 kg | 105 kg  | 14     | 130 kg  | 13     | 235 kg    | 13        | 13   |

### Leichtathletik
Laufen und Gehen
| Athleten             | Wettbewerb       | Vorlauf      | Vorlauf | Halbfinale    | Halbfinale    | Finale          | Finale          | Rang |
| Athleten             | Wettbewerb       | Zeit         | Rang    | Zeit          | Rang          | Zeit            | Rang            | Rang |
| -------------------- | ---------------- | ------------ | ------- | ------------- | ------------- | --------------- | --------------- | ---- |
| Frauen               |                  |              |         |               |               |                 |                 |      |
| Janet Achola         | 1500 m           | 4:11,64 min  | 22      | ausgeschieden | ausgeschieden | ausgeschieden   | ausgeschieden   | 22   |
| Dorcus Inzikuru      | 3000 m Hindernis | 9:35,29 min  | 20      | ausgeschieden | ausgeschieden | ausgeschieden   | ausgeschieden   | 20   |
| Jane Suuto           | Marathon         | –            | –       | –             | –             | 2:44:46 h       | 93              | 93   |
| Männer               |                  |              |         |               |               |                 |                 |      |
| Julius Mutekanga     | 800 m            | 1:48,41 min  | 35      | ausgeschieden | ausgeschieden | ausgeschieden   | ausgeschieden   | 35   |
| Abraham Kiplimo      | 5000 m           | 13:31,57 min | 24      | ausgeschieden | ausgeschieden | ausgeschieden   | ausgeschieden   | 24   |
| Moses Ndiema Kipsiro | 5000 m           | 13:17,68 min | 7       | –             | –             | 13:52,25 min    | 15              | 15   |
| Geofrey Kusuro       | 5000 m           | 13:59,74 min | 38      | ausgeschieden | ausgeschieden | ausgeschieden   | ausgeschieden   | 38   |
| Thomas Ayeko         | 10.000 m         | –            | –       | –             | –             | 27:58,96 min    | 16              | 16   |
| Moses Ndiema Kipsiro | 10.000 m         | –            | –       | –             | –             | 27:39,22 min    | 10              | 10   |
| Stephen Kiprotich    | Marathon         | –            | –       | –             | –             | 2:08:01 h       | 1               | Gold |
| Jacob Araptany       | 3000 m Hindernis | 8:35,85 min  | 25      | ausgeschieden | ausgeschieden | ausgeschieden   | ausgeschieden   | 25   |
| Benjamin Kiplagat    | 3000 m Hindernis | 8:18,44 min  | 6       | –             | –             | disqualifiziert | disqualifiziert | –    |

### Schwimmen
| Athleten       | Wettbewerb    | Vorlauf | Vorlauf | Halbfinale    | Halbfinale    | Finale        | Finale        | Rang |
| Athleten       | Wettbewerb    | Zeit    | Rang    | Zeit          | Rang          | Zeit          | Rang          | Rang |
| -------------- | ------------- | ------- | ------- | ------------- | ------------- | ------------- | ------------- | ---- |
| Frauen         |               |         |         |               |               |               |               |      |
| Jamila Lunkuse | 50 m Freistil | 28,44 s | 52      | ausgeschieden | ausgeschieden | ausgeschieden | ausgeschieden | 52   |
| Männer         |               |         |         |               |               |               |               |      |
| Ganzi Mugula   | 50 m Freistil | 27,58 s | 53      | ausgeschieden | ausgeschieden | ausgeschieden | ausgeschieden | 53   |